# Dillard (Georgia)
Dillard is een plaats (city) in de Amerikaanse staat Georgia, en valt bestuurlijk gezien onder Rabun County.

## Demografie
Bij de volkstelling in 2000 werd het aantal inwoners vastgesteld op 198.
In 2006 is het aantal inwoners door het United States Census Bureau geschat op 247, een stijging van 49 (24,7%).

## Geografie
Volgens het United States Census Bureau beslaat de plaats een oppervlakte van
4,0 km², geheel bestaande uit land. Dillard ligt op ongeveer 660 m boven zeeniveau.

## Plaatsen in de nabije omgeving
De onderstaande figuur toont nabijgelegen plaatsen in een straal van 24 km rond Dillard.